# Silberner Federball 1970
Der Silberne Federball 1970 im Badminton wurde am 19. und 20. September 1970 ausgetragen. Austragungsort war die Lok-Sporthalle am Emerich-Ambros-Ufer in Dresden. Es wurden sieben Disziplinen ausgespielt, wobei die A-Turniere mit Naturfederbällen und die zwei B-Turniere mit Plastikbällen ausgetragen wurden. Die A-Turniere zählten gleichzeitig als DDR-Ranglistenturnier. Es war die 13. Austragung der Turnierserie.

## Sieger und Finalisten
| Disziplin      | Gold                                                                          | Silber                                                       |
| -------------- | ----------------------------------------------------------------------------- | ------------------------------------------------------------ |
| Herreneinzel   | Joachim Schimpke (Aktivist Tröbitz)                                           | Klaus Müller (Einheit Greifswald)                            |
| Dameneinzel    | Monika Thiere (Aktivist Tröbitz)                                              | Angela Cassens (Einheit Greifswald)                          |
| Herrendoppel   | Klaus Katzor / Roland Riese (Aktivist Tröbitz)                                | Erfried Michalowsky / Edgar Michalowski (Einheit Greifswald) |
| Damendoppel    | Monika Thiere / Annemarie Richter (Aktivist Tröbitz / Wismut Karl-Marx-Stadt) | Beate Herbst / Christel Sommer (HSG DHfK Leipzig)            |
| Mixed          | Joachim Schimpke / Monika Thiere (Aktivist Tröbitz)                           | Harald Richter / Annemarie Richter (Wismut Karl-Marx-Stadt)  |
| Herreneinzel B | Dieter Piering (SG Bräunsdorf)                                                | Helmut Huch (Lok Blankenburg)                                |
| Dameneinzel B  | Christa Boettcher (Lok Gera)                                                  | Ursula Laetsch (Einheit Wehlen)                              |